# Тейлор, Лайл
Лайл Тейлор (англ. Lyle Taylor; род. 29 марта 1990, Гринвич, Большой Лондон) — английский и монтсерратский футболист, нападающий английского клуба «Ноттингем Форест» и сборной Монтсеррата.

## Биография

### Клубная карьера
Воспитанник футбольного клуба «Миллуолл», в академию которого перешёл из «Стейнс Таун». На взрослом уровне дебютировал в составе клуба пятого дивизиона «Истборн Боро», где выступал на правах аренды. Летом 2009 года покинул «Миллуолл» в связи с истечением срока контракта, так и не сыграв за основной состав ни одного матча. Сезон 2009/2010 Тейлор провёл в клубе восьмого дивизиона (Истмийская лига) «Конкорд Рейнджерс». Забив в 42 матчах сезона 34 гола помог команде перейти в Премьер-дивизион Истмийской лиги, однако летом 2010 года игрок подписал контракт с клубом «Борнмут». В период с 2010 по 2012 год отыграл за команду 29 матчей в Лиге 1, но не забил ни одного гола. Также, будучи игроком «Борнмута», он трижды отдавался в аренду в команды «Льюис», «Херефорд Юнайтед» и «Уокинг». Перед началом сезона 2012/2013 Лайл Тейлор подписал контракт с клубом Шотландского Чемпионшипа «Фалкирк». По итогам сезона занял с командой третье место и стал вторым бомбардиром лиги, забив 24 гола. 17 июля 2013 года перешёл в «Шеффилд Юнайтед», однако по ходу сезона 2013/2014 был отдан в аренду в клуб шотландской Премьер-лиги «Партик Тисл», за который отыграл 20 матчей и забил 7 голов. Сезон 2014/2015 начал в другом английском клубе «Сканторп Юнайтед», однако во второй части сезона вновь был отдан в аренду в «Партик Тисл», за который сыграл ещё 15 матчей и забил 3 гола. 14 июля 2015 года перешёл в «АФК Уимблдон».

### Карьера в сборной
За сборную Монтсеррата дебютировал в 2015 году, отыграв два полных матча против сборной Кюрасао (1:2, 2:2), в рамках первого отборочного раунда Чемпионата мира 2018. В своём дебютном матче отметился забитым голом.

## Личная жизнь
Его младший брат Джоуи (р. 1997) также игрок сборной Монтсеррата.